# Baño de paro

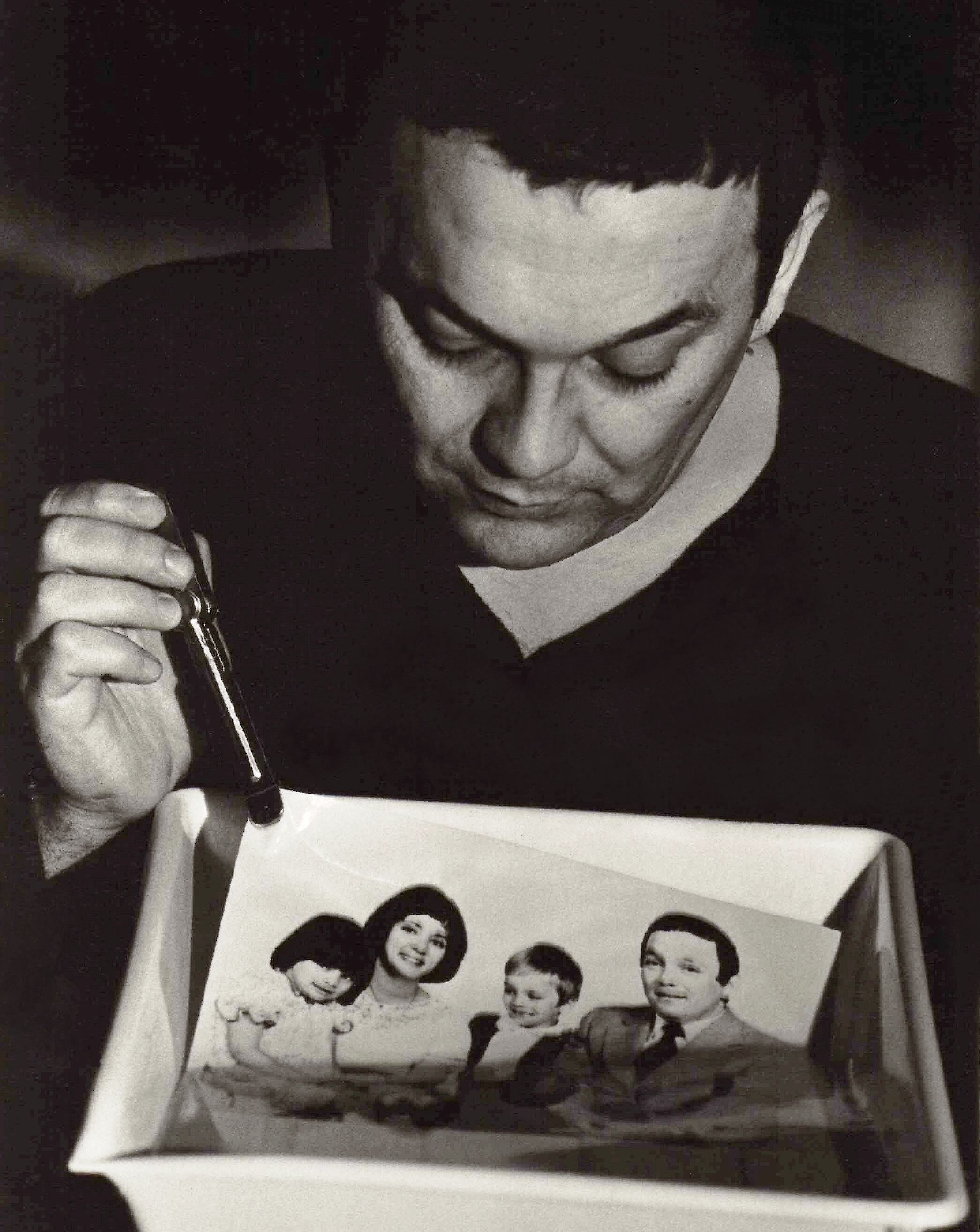
Autorretrato en el cuarto oscuro

El baño de paro es un baño químico que se realiza sobre el material sensible, película o papel fotográfico, como parte de su proceso de revelado. Tiene una doble finalidad: detener la acción del revelador y evitar la contaminación y acortamiento de la vida útil del fijador.
Su composición es una disolución en agua de ácido acético en una proporción del uno o dos por ciento, en la que se sumerge la película o el papel durante uno o dos minutos; en el caso de no disponer del ácido se puede utilizar vinagre aunque la acción de neutralización del revelador necesita algo más de tiempo al tratarse de una mayor dilución. Con una disolución adecuada el proceso de revelado se detiene de modo instántaneo. El agotamiento del baño se puede conocer mediante la medida de su acidez con un PH-metro, con papel de tornasol o con un indicador universal, ya que los valores de pH recomendados se sitúan entre 3,5 y 5,5. En algún caso lleva añadido el indicador siendo el baño de paro amarillo cuando está nuevo y tomando un color púrpura al agotarse.
En el revelado de papel fotográfico si no se dispone del baño de paro se podría introducir directamente el papel en el fijador pero continuaría actuando el revelador durante un cierto tiempo indeterminado y contaminando el fijador que agotará sus propiedades antes, en este caso para conseguir un fijado adecuado debe aumentarse el tiempo de fijado y también el tiempo final de lavado de la copia.
El olor característico del laboratorio fotográfico suele deberse al baño de paro.

## Diversas preparaciones
La mayor parte de las fórmulas de baños de paro incluyen ácido acético al 28% que puede ser adquirido en esta concentración o casi puro, también llamado glacial, que es una disolución al 99 %.
Para preparar la solución al 28 % partiendo de ácido acético glacial se puede disolver 3 partes de ácido acético glacial en 8 de agua. Al tratarse de un ácido se debe proceder añadiendo el ácido lentamente al agua mientras se agita. Se debe manipular el ácido glacial con cuidado y llevando mascarilla protectora, ya que puede producir quemaduras y sus vapores son peligrosos.
Entre las diversas preparaciones del baño de paro se encuentran:
Baño de paro Kodak SB-1
- Agua 1 L
- Ácido acético al 28 % 48 ml.

Éste es un baño de paro para uso general. Sumerja las películas durante 15 a 20 s, y las pruebas en papel, de 5 a 10 s con agitación.
Baño de paro Kodak SB-la
- Agua 1 L Ácido acético al 28 % 125 ml.

Este baño se recomienda después de usar un revelador muy alcalino, tal como los utilizados con los materiales para trabajos de línea
Baño de paro Kodak SB-5a
- Agua 500 ml.
- Ácido acético al 28 % 32 ml.
- Sulfaio sódico (anhidro)* 45g
- Agua hasta completar 1 L

Si  se prefiere usar sulfato sódico cristalizado en lugar de la forma anhidra, se debe usar 2 1/4 veces más que la cantidad indicada para el sulfato anhidro.
Se trata de un baño de paro no endurecedor para ser usado hasta 26.5 °C. Se debe sumergir en este baño las películas o placas durante unos 30 s agitando, a una temperatura entre 18.5 y 21 °C entre el revelado y el fijado. El rendimiento de este baño es de aproximadamente 13 rollos de película por litro.
Para el foto acabado hay que utilizar una cantidad doble de ácido acético al 28 % que la indicada en la fórmula anterior.
Comprobación de los baños de paro.
La solución Kodak de control SBT-1 proporciona un método rápido y preciso para determinar cuándo un baño de paro debe ser reactivado o desechado. Nunca deben usarse un fijador ni un baño de paro demasiado agotados, pues producirán manchas en las copias. Cuando son producidas por el baño de fijado, las manchas aparecen al cabo de algún tiempo.
Ya que el aspecto de un baño de paro sin indicador apenas cambia durante su vida útil, es necesario emplear alguno de los medios existentes para determinar la misma. La solución siguiente permitirá una comprobación rápida de la acidez del baño de paro.
Solucíón Kodak de Control SBT-1 para baños de paro.
- Agua (destilada o desmineralizada)a 26, 50C 750 ml
- Sosa cáustica 6 g

Añadir agitando:
- Púrpura de bromocresol (producto químico orgánico Eastman n.O 745) 4 g
- Mezclar durante 15-20 min y añadir:
- Ácido fosfórico al 86 % 3 ml
- Agua hasta completar 1 L

! Precaución.- La solución de control para baños de paro contiene productos químicos peligrosos. La sosa cáustica es muy corrosiva y puede ocasionar quemaduras en cualquier tejido. Tenga especial cuidado de que no entre en contacto con la piel o con los ojos; use una mascarilla para la cara o algún tipo de gafas de protección. El ácido fosfórico es un ácido inorgánico enérgico, no volátil, corrosivo para cualquier tejido y que causa graves quemaduras en la piel y en los ojos. Deberán usarse mascarillas, guantes impermeables y anteojos protectores si se manipula la solución concentrada. En caso de contacto con cualquiera de estos productos químicos, lave inmediatamente las partes afectadas con agua -abundante. Si es en los ojos, requiera enseguida asistencia médica.

Cómo comprobar un baño de paro para copias. Llene 3/4 de un recipiente transparente limpio, de unos 30 mi de capacidad, con el baño de paro que pretenda probar. Añada dos gotas de la solución
Proporciones de solución de control en baño de paro.
Solución Unidades métricas.
- Baño ácido de paro 1 L 2 L 4 L
- SBT-1 1 mi 2mi 4 mL
- Solución Medidas U.S.
- Baño ácido de paro 1 qt 2 qt 1 galón
- SBT-1 20 gotas 40 gotas 80 gotas

Kodak de control SBT-1. Si el baño es todavía activo permanecerá amarillento, pero si está agotado se volverá morado. Bajo una luz ámbar de seguridad el amarillo parece incoloro, pero el morado aparece negro. La solución de control SBT- 1 se añade también al baño de paro en la cubeta, a razón de 1 ml por litro, agitando. Insistimos en que si el líquido se oscurece bajo la luz de seguridad del laboratorio, o se vuelve de color morado claro a la luz ambiente, el baño debe desecharse, porque está agotado. Las copias no han de permanecer en el baño de paro que contenga solución de control SBT-1 por más de 2 min, porque podrían producirse manchas amarillentas en su superficie.